# Henri Guissou
Henri Guissou (* 17. November 1910 in Koudougou, Obersenegal und Niger, heute Burkina Faso; † 22. Mai 1979 ebenda) war Beamter, Diplomat und Politiker aus Obervolta, dem heutigen Burkina Faso.
Von 1948 bis 1959 war Guissou als Abgeordneter für die Kolonie Obervolta in der französischen Nationalversammlung. Seinen Sitz erlangte er über die Liste der Union pour la défense des intérêts de la Haute-Volta. Später war Guissou unter anderem Botschafter Obervoltas in Frankreich (1961–1964) und Deutschland (1964–1966).